# Chalcorana scutigera
Chalcorana scutigera es una especie de anfibio anuro de la familia Ranidae.

## Distribución geográfica
Esta especie es endémica del sur de Tailandia. Su localidad tipo es Haut Sanuk, la Malaya Siamesa, cerca de la frontera de Tenasserim.

## Descripción
El holotipo masculino mide 48 mm.

## Publicación original
- Andersson, 1916 : Zoological results of the Swedish zoological expeditions to Siam 1911-1912 and 1914. 3. Batrachians. Kongliga Svenska Vetenskaps-Akademiens Handlingar, vol. 55, n.º 4, p. 13-17[6]